# José de Anchieta Mauriz Cortez

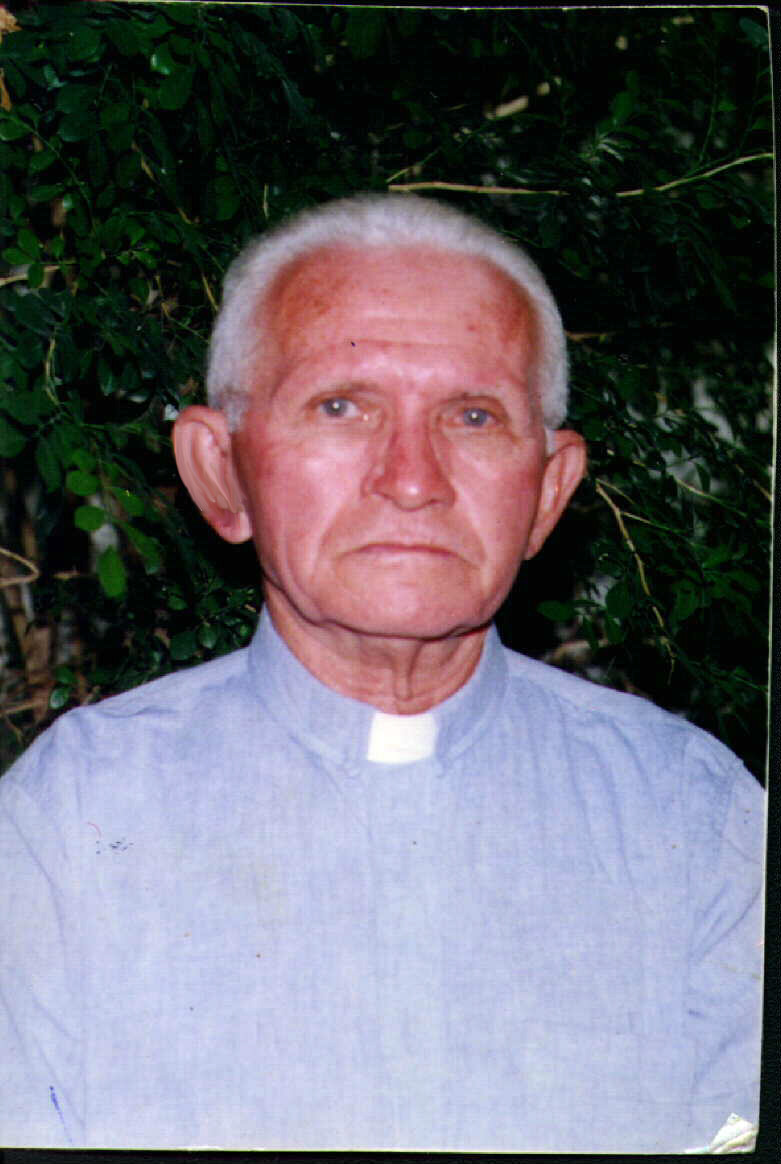
Padre anchieta com roupa usual do dia a dia

José de Anchieta Mauriz Cortez (Simplício Mendes, Piauí, 7 de abril de 1927 – Colônia do Gurguéia, Piauí, 7 de junho de 2001), popularmente conhecido como Padre Anchieta, foi um sacerdote católico brasileiro, líder comunitário, político e desenvolvimentista, reconhecido por seu extenso e significativo trabalho religioso, social, médico e político na região do Vale do Gurguéia, estado do Piauí.

## Biografia
Filho de Pascoal Cortez de Alencar e Helena Mauriz Cortez, José de Anchieta Mauriz Cortez nasceu na Fazenda Moreira, município de Simplício Mendes, Piauí. Passou parte da juventude em Picos e Oeiras, antes de mudar-se para Teresina para dar continuidade aos estudos, seguindo posteriormente para Belo Horizonte, onde estudou filosofia e teologia. Foi ordenado sacerdote em 8 de dezembro de 1953 na cidade de Floriano pelo bispo Dom Francisco Expedito Lopes, iniciando seu trabalho pastoral em Jerumenha, município onde realizou intenso trabalho de evangelização e ação social.https://ancestors.familysearch.org/pt/G9YB-WL5/padre-jos%C3%A9-de-anchieta-mauriz-cortez-1927-2001?cid=fs_copy
Padre Anchieta faleceu em 2001, em sua propriedade denominada Terra Santa, sendo sepultado na igreja matriz de Colônia do Gurguéia, em reconhecimento à importância e ao legado deixado para a comunidade.

## Trajetória religiosa e pastoral
Por cerca de 38 anos, Padre Anchieta dedicou-se ao atendimento pastoral e social das comunidades rurais do Vale do Gurguéia. Tornou-se conhecido como "Peregrino do Gurguéia" devido às constantes viagens que fazia para atender espiritualmente e socialmente moradores de locais isolados. Além do trabalho religioso, desempenhou atividades semelhantes às de um médico, utilizando conhecimentos adquiridos autodidaticamente em livros de medicina para atender às necessidades básicas de saúde da população carente.
No dia 13 de maio de 1959, Padre Anchieta celebrou a primeira missa durante o lançamento oficial do Núcleo Colonial do Gurguéia, iniciativa governamental voltada à colonização agrária da região.

## Atuação desenvolvimentista
Em 1962, Padre Anchieta criou o Núcleo Colonial Aliança do Gurguéia, projeto de reforma agrária com terras adquiridas por ele, onde assentou dezenas de famílias pobres, estruturando a comunidade com a construção de escolas, postos de saúde, perfuração de poços, aquisição de maquinários agrícolas, criação de cooperativas e implantação de programas pecuários. A iniciativa trouxe grande desenvolvimento econômico e social à região.
Ele fundou, ainda em 1963, a Cooperativa Mista do Gurguéia e a Ação Social do Vale do Gurguéia (ASVAG), importantes entidades que contribuíram significativamente para o desenvolvimento e a integração social das comunidades locais.
Entre seus projetos notáveis está a distribuição de gado (conhecida popularmente como "Projeto das Vacas do Padre") para fomentar a criação pecuária entre as famílias assentadas, além de iniciativas educativas e econômicas que garantiram sustentabilidade e autonomia aos colonos.

## Contribuições políticas e sociais
Padre Anchieta foi decisivo para a emancipação política de Colônia do Gurguéia em 1992, liderando movimentos populares e diálogos políticos que culminaram na independência administrativa da cidade. Apesar de enfrentar inicialmente uma impugnação eleitoral, acabou eleito prefeito em mandato posterior, sendo o segundo prefeito da cidade. Sua administração focou na infraestrutura básica e educação técnica, resultando na criação da Escola Técnica da Família Agrícola do Gurguéia (ETFAG), atualmente denominada Centro Estadual de Educação Profissional Rural (CEEPRU) Padre José de Anchieta Mauriz Cortez.

## Apoio e colaborações
Durante seu percurso, Padre Anchieta contou com a colaboração fundamental do agrônomo Agostinho Reis, primeiro administrador do Núcleo Colonial do Gurguéia, além do apoio de organizações católicas alemãs, entidades governamentais como Banco do Brasil, Sudene, e projetos internacionais. Seus colaboradores locais também foram essenciais, destacando-se líderes comunitários como Osvaldo Araújo, Adelaide Cortez, Antônio Gonçalves de Brito e diversos outros moradores que participaram ativamente das iniciativas lideradas por ele.

## Legado cultural e educacional
Padre Anchieta deixou um legado duradouro no campo educacional e cultural. A escola técnica fundada por ele continua operando, proporcionando formação profissionalizante aos jovens rurais, honrando sua memória e visão educativa.
Sua vida e obra são documentadas no livro "Peregrino de Dura Jornada", de Adelmir Andrade, que detalha a profundidade de suas contribuições sociais e políticas, além de seu esforço incessante em prol das comunidades vulneráveis da região.
O sacerdote permanece sendo homenageado regularmente pela comunidade em eventos culturais e celebrações locais, reforçando o reconhecimento e a admiração pelas transformações que conduziu no Vale do Gurguéia.